# Jean Dockx
Jean Dockx (Sint-Katelijne-Waver, 24 mei 1941 – Bonheiden, 15 januari 2002) was een Belgische voetballer en trainer.

## Biografie

### Speler
De centrale verdediger begon op jonge leeftijd bij KV Mechelen en hij bleef daar zijn hele jeugd lang voetballen. In 1958 debuteerde hij op 17-jarige leeftijd in het eerste elftal van de Mechelse club. Mechelen speelde dat seizoen in Tweede Klasse. Dockx bleef in totaal 8 seizoenen bij KV Mechelen en wisselde daarin constant af tussen Eerste en Tweede Klasse.
In 1966 trok Jean Dockx naar het Brusselse Racing White, waar hij vijf seizoenen speelde.
In 1971 verhuisde hij, op 30-jarige leeftijd, naar RSC Anderlecht, waar hij nog 7 jaar zou spelen. Bij RSC Anderlecht kende hij zijn meest succesvolle periode. Hij maakte met de ploeg twee landskampioenschappen mee (in 1972 en 1974) en won viermaal de Nationale beker (1972, 1973, 1975 en 1976). Ook op internationaal vlak deed Dockx van zich spreken, door zowel in 1976 als in 1978 de Europacup II te winnen en in 1977 ook nog eens de finale van deze cup te behalen. In 1976 werd tevens de Europese Supercup op zijn naam geschreven. In 1978 stopte hij, op 37-jarige leeftijd, met voetballen.

### Rode Duivels
Op 22 november 1967 maakte Dockx, als speler van Racing White, onder Constant Vanden Stock zijn debuut in het Belgisch voetbalelftal in de EK-kwalificatiewedstrijd tegen Luxemburg. Hij kwam voor België uit op het WK van 1970 in Mexico en het EK van 1972 in België, waar de ploeg de derde plaats wist te behalen. Hij speelde zijn laatste wedstrijd tegen Frankrijk op 15 november 1975.
Nadat België de knockoutwedstrijden tegen Nederlands voetbalelftal verloor en hierdoor niet mocht deelnemen aan het EK in Joegoslavië, stopte Dockx als international.

### Trainer en scout
Na zijn actieve carrière begon Dockx zijn trainerscarrière bij KSV Bornem, waar hij werkte van 1978 tot 1981. Hierna maakte hij snel carrière. Hij werkte zich op via FC Assent, RWDM en Antwerp FC, waar hij overal slechts een seizoen werkzaam was.
In 1984 keerde hij terug naar RSC Anderlecht als hulptrainer. Dockx was 15 jaar hulptrainer bij Anderlecht en werkte in die tijd onder Paul Van Himst, Arie Haan (drie maal), Georges Leekens, Raymond Goethals (tweemaal), Martin Lippens, Aad de Mos, Luka Peruzovic, Johan Boskamp (tweemaal), Herbert Neumann en René Vandereycken.
In 1999 speelde Anderlecht zwak en stond uiteindelijk zelfs laatste in het klassement. Trainer Arie Haan werd ontslagen en Dockx werd aangesteld als hoofdcoach. Hij kreeg zijn ex-collega Franky Vercauteren naast zich als assistent. Dockx deed het elftal opnieuw draaien en zorgde ervoor dat Anderlecht toch nog Europees voetbal behaalde. Dockx kreeg na dat seizoen de kans om hoofdcoach te worden, maar koos voor een baan buiten het veld en werd bij RSC Anderlecht aangesteld als hoofdscout. Hij werd opgevolgd door Aimé Anthuenis.

### Overlijden en postume eer
Op 15 januari 2002 overleed Dockx op 60-jarige leeftijd onverwacht aan een hartaderbreuk. RSC Anderlecht besteedde veel aandacht aan zijn overlijden en roemde hem als een van de meest waardevolle spelers, die de club ooit had gehad.
In 2005 werd hij genomineerd voor de titel De Grootste Belg, maar haalde de uiteindelijke nominatielijst niet. Hij strandde op plaats 401 van diegenen die buiten de nominatielijst vielen.

## Erelijst
RSC Anderlecht
- Europa Cup II

1976 en 1978
- Europese Supercup

1976
- Landskampioen van België

1972 en 1974
- Beker van België

1972, 1973, 1975 en 1976